# 二极管晶体管逻辑

基本双输入DTL NAND门的示意图。R3、R4 和V−将输入DL级（二极管逻辑级）的正输出电压移至地电压以下（以在低输入电压时切断晶体管）。

二极管-晶体管逻辑（DTL）是一类数字电路，是晶体管-晶体管逻辑的直接祖先。之所以这样称呼，是因为逻辑门控功能AND和OR由二极管逻辑执行，而逻辑反转（NOT）和放大（提供信号恢复）由晶体管执行（与电阻器-晶体管逻辑（RTL）和晶体管-晶体管逻辑（TTL）相对）。
题图所示的DTL与非门（NAND）电路由三级组成：输入二极管逻辑级（D1、D2和R1）、中间电平转换级（R3和R4）和输出共发射极放大器级（Q1和R2）。如果输入A和B都为高电平（逻辑1；接近V+），则二极管D1和D2反向偏置。电阻器R1和R3将提供足够的电流来打开Q1（驱动Q1进入饱和状态）并提供R4所需的电流。 Q1基极上会有一个小的正电压（VBE ，锗约为0.3 V，硅约为0.6 V）。晶体管导通，集电极和R2有电流流过，分压效应将拉低输出Q（逻辑0；VCE(sat) ，通常小于1伏）。如果其中一个或两个输入都为低，则至少一个输入二极管导通并将阳极电压拉至小于约2伏的值。然后，R3和R4充当分压器，使Q1的基极电压为负，从而使Q1截止。Q1的集电极电流基本为零，因此R2将拉高输出电压Q（逻辑1；接近 V+）。

## 实现

### 带有晶体管反相器的早期二极管逻辑

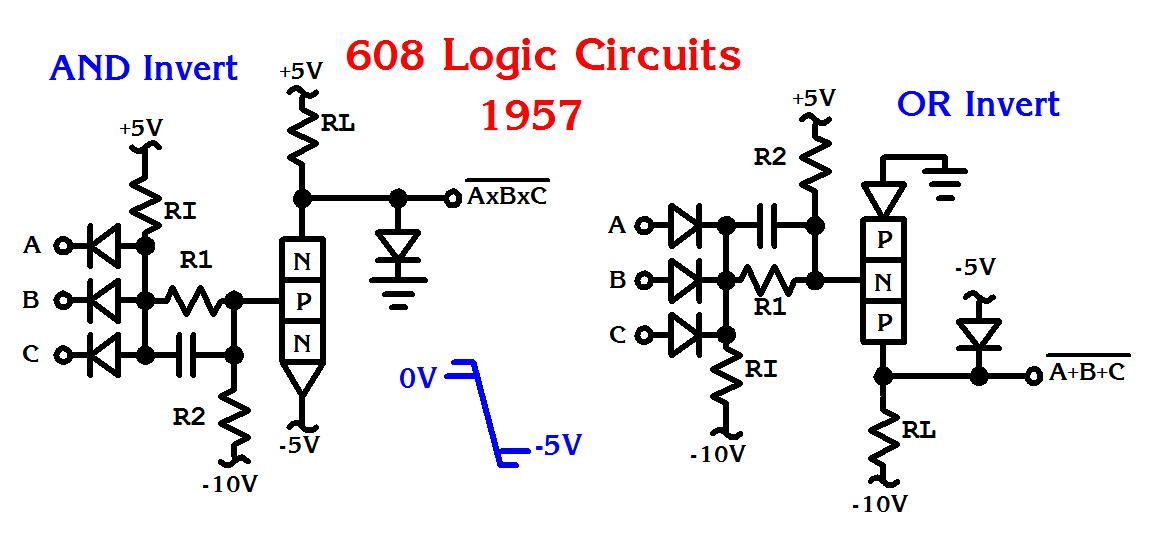
IBM 608卡上使用的NAND和 NOR DTL逻辑电路。 PNP和NPN晶体管的符号是IBM使用的版本。

1952年以及之前， IBM都是通过修改现成的锗二极管来制造晶体管，之后IBM在波基普西建立了自己的合金结晶体管制造厂。   20世纪50年代中期的世界上第一台全晶体管计算机IBM 608使用了二极管逻辑。1962年D-17B制导计算机的设计者尽可能地使用二极管电阻逻辑，以尽量减少所用晶体管的数量。

### 分立元件
IBM 1401（于1959年发布 ）使用了与第一张图所示的电路类似的DTL电路。IBM 将这种逻辑电路称为“互补晶体管二极管逻辑”（CTDL）。CTDL通过交替使用基于不同电源电压的NPN和PNP开关来避免电平转换（R3和R4）。基于NPN的电路使用+6 V和-6 V电源，晶体管在接近-6 V时切换工作状态，基于PNP的电路使用0 V和-12 V电源，晶体管在接近0 V时切换工作状态。因此，例如由PNP开关驱动的NPN开关阈值电压将为-6 V，在0 V至-12 V范围的中间。类似地，阈值0 V的PNP开关由6 V至-6 V范围的电源电压驱动。1401的基本开关采用了锗晶体管和二极管。1401还增加了一个与R2串联的电感。物理包装采用IBM标准模块系统。

### 集成元件
在DTL门的集成电路版本中，R3被两个串联的电平转换二极管取代。R4的底部也连接到地，为二极管提供偏置电流，并为晶体管基极提供放电路径。由此产生的集成电路采用单电源电压运行。  
1962年，Signetics推出了SE100系列，这是第一款大容量DTL芯片。1964年，仙童半导体发布了930系列DTμL微逻辑系列，该系列具有更好的抗噪能力、更小的芯片和更低的成本。它是商业上最成功的DTL系列，被其他IC制造商效仿。  

## 速度提升

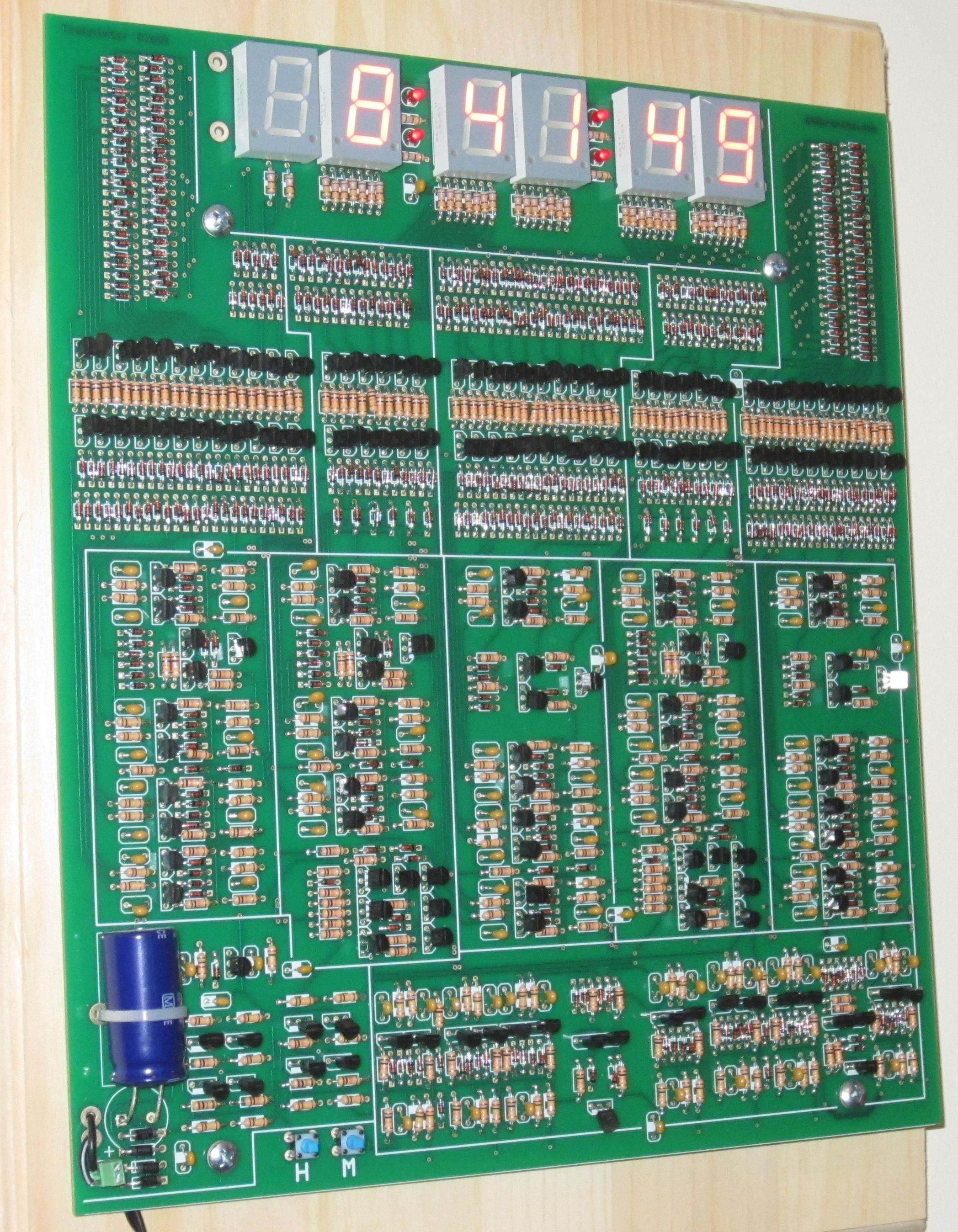
仅由分立晶体管、二极管和电阻器制成的数字时钟，没有集成电路。该时钟使用550个开关二极管和196个晶体管来将60 Hz电力线频率分频降至每秒一个脉冲，并提供小时、分钟和秒的显示。

DTL传播延迟相对较大。当晶体管因所有输入都为高而进入饱和状态时，电荷会存储在基极区域。当它脱离饱和状态（一个输入变低）时，该电荷会被移除，并将主导传播时间。加速DTL的一种方法是在R3上添加一个小的“加速”电容器。电容器通过去除存储的基极电荷来帮助关闭晶体管；电容器还通过增加初始基极驱动来帮助打开晶体管。 
加速DTL的另一种方法是避免开关晶体管饱和。这可以用Baker夹具来完成。 Baker夹具以Richard H. 的名字命名。贝克在其1956年的技术报告《最大效率开关电路》中对此进行了描述。 
1964年， James R. Biard申请了肖特基晶体管的专利。 在他的专利中，肖特基二极管通过最小化集电极-基极晶体管结上的正向偏置来防止晶体管饱和，从而将少数载流子注入减少到可以忽略不计的量。该二极管还可以集成在同一芯片上，布局紧凑，无少数载流子电荷存储，并且比传统的结型二极管速度更快。他的专利还展示了如何将肖特基晶体管用于DTL电路，并以低成本提高其他饱和逻辑设计（如肖特基-TTL）的开关速度。

## 接口考虑
与早期电阻器晶体管逻辑相比，其主要优势是增加了扇入。此外，为了增加扇出度，可以使用额外的晶体管和二极管。 

## 拓展阅读
- Design and Application of Transistor Switch Circuits; Louis A. Delhom; Texas Instruments and McGraw-Hill; 278 pages; 1968; LCCCN 67-22955. (see chapter 10.7)
- 1964 Fairchild DTμL Micrologic Catalog; 36 pages. (see catalog)
- 1965 Fairchild Catalog; 49 pages. (see pages 33 to 34)
- 1975 Fairchild Full Line Condensed Catalog; 354 pages. (see pages 2-129 to 2-130)
- 1978 Fairchild Full Line Condensed Catalog; 530 pages. (see pages 13-110 to 13-113)